# Collageenziekte
Collageenziekte, bindweefselziekte of collagenose is de medische benaming voor een groep van auto-immuunziekten die bindweefsel betreffen. Collageen is een belangrijke component van het bindweefsel.
Collageenziekten zijn vrij algemeen voorkomend. De meest voorkomende aandoeningen zijn Systemische lupus erythematodes (SLE), sclerodermie, dermatomyositis, syndroom van Sjögren, hypermobiliteitssyndroom en polyarteritis nodosa.
De ziekten zijn allemaal aan elkaar verwant, waardoor het soms lastig is ze van elkaar te onderscheiden. De benaming werd in 1942 geïntroduceerd door Paul Klemperer, Abou D. Pollack, en George Baehr. Klemperer veronderstelde dat al deze ziekten aantasting van collageen als gemeenschappelijk oorzaak hadden. Deze visie is tegenwoordig verlaten, maar de term wordt nog steeds gebruikt.